# Папа Јован IX
Папа Јован IX (латински: ; умро 26. марта 900) је био 116. папа од јануара 898. године до своје смрти. 

## Детињство и младост
Мало се зна о Јовановом животу пре ступања на папску столицу. Рођен је око 840. године у Тиволију који је тада био део Папске државе. Примљен је у ред Бенедиктинаца у време понтификата папе Формоза. Уз подршку војвода Сполета, изабран је за римског епископа почетком 898. године након изненадне смрти папе Теодора.

## Понтификат
Иако се на папској столици задржао свега две године, тај период је знатно дужи од понтификата Јованових претходника који су уклањани у борби супротстављених фракција у Риму. У сврху смањења насеља у Риму, Јован је одржао неколико сабора у Риму и у другим местима 898. године. На њима је Јован потврдио одлуку папе Теодора о рехабилитацији папе Формоза који је постхумно осуђен од стране папе Стефана VI који се желео додворити Ламберту од Сполета. Евиденција коју је Стефан водио током судског процеса је спаљена. Папа Формоз сахрањен је у Базилици Светог Петра током понтификата папе Јована. 
Како би сачували своју независност која је угрожена од стране Немаца, Словени у Моравској апеловали су на Јована да им повери црквену хијерархију. Јован је испунио њихове молбе игноришући жалбе немачке цркве. Јован је уживао подршку Ламберта од Сполета иако је инсистирао на своме праву да крунише светоримске цареве. Овај савез разбијен је изненадном смрћу Ламберта од Сполета. 
Јован је умро 26. марта 900. године. Сахрањен је у Базилици Светог Петра. Наследио га је папа Бенедикт IV (900—903). 